# Nazionale di slittino della Svezia
La nazionale di slittino della Svezia è la rappresentativa nazionale della Svezia in tutte le manifestazioni dello slittino, dalle Olimpiadi ai mondiali, passando per gli europei e la Coppa del Mondo.
Raggruppa tutta gli slittinisti di nazionalità svedese selezionati dagli appositi organi ed è attualmente posta sotto l'egida della Svenska Bob och Rodelförbundet; sono inoltre previste squadre giovanili, che prendono parte ai Giochi olimpici giovanili, ai mondiali juniores, alle Coppe del Mondo juniores e giovani, nonché a tutte le altre manifestazioni internazionali di categoria.

## Storia
Le prime notizie di rappresentanti della squadra svedese al via in competizioni internazionali si trovano a partire dal 1955, quando, sulla pista di Oslo, si tenne la prima edizione dei campionati mondiali, anche se gli atleti della Svezia parteciparono unicamente nel singolo maschile; la prima donna a partecipare ad un evento internazionale fu infatti Gunbritt Lundkvist agli europei di Weißenbach 1962.
Le uniche medaglie internazionali mai conquistate dagli slittinisti svedesi sono state due d'argento ottenute ai campionati continentali, entrambe nell'edizione casalinga di Hammarstrand 1976 per merito di Michael Gardebäck e di Agneta Lindskog, rispettivamente nel singolo uomini ed in quello donne.
Nelle rassegne iridate la Svezia non ha fino ad oggi mai ottenuto alcuna medaglia, e solo sporadicamente hanno conquistato posizioni di prestigio, come i sesti posti raggiunti dal doppio formato da Bo Lindberg e dal finlandese Ray Lindfors o dalla Lindskog nel singolo femminile, entrambi ottenuti nei mondiali di casa di Hammarstrand 1975.
Ai Giochi olimpici la partecipazione degli atleti scandinavi è stata piuttosto sporadica ed anche i risultati ottenuti non sono quasi mai stati di alto livello; l'unica volta che i rappresentanti svedesi si sono piazzati nei primi dieci posti in una prova olimpica è stata ad Albertville 1992 nel doppio, grazie a Hans Kohala e Carl-Johan Lindqvist che giunsero sesti. Nel singolo maschile il miglior risultato è stato ottenuto da Mikael Holm ai Giochi di Nagano 1998 dove si classificò in undicesima posizione; per quanto concerne il singolo femminile invece il piazzamento migliore è stato il tredicesimo posto di Berit Salomonsson a Grenoble 1968, risultato poi bissato da Agneta Lindskog a Lake Placid 1980.
Oltre alle due medaglie ottenute da Gardebäck e dalla Lindskog le uniche altre quattro volte in cui i portacolori della Svezia sono saliti su un podio in una manifestazione internazionale sono state in occasione di tappe di Coppa del Mondo, grazie al terzo posto nel singolo femminile di Gunilla Nillson nella stagione 1978/79, alla vittoria di Stefan Kjernholm nel singolo ed al secondo e terzo posto dei due doppi formati dallo stesso Kjernholm con Kenneth Holm e da Östen Nilsson e Finn Sollen nell'edizione seguente di Coppa, curiosamente tutte quante le volte ancora sul tracciato casalingo di Hammarstrand. In classifica generale di Coppa il miglior risultato raggiunto dagli atleti svedesi è stato il quarto posto nel doppio di Kjernholm e Holm nell'edizione 1979/80.
Il solo altro svedese ad essere salito sul podio in una gara di Coppa è stato Bengt Walden, per tre volte nella stagione 2008/09 ed un'altra in quella successiva e sempre nella specialità della gara a squadre, ma gareggiando sotto la bandiera degli Stati Uniti. Walden infatti dopo aver a lungo militato nella nazionale svedese optò successivamente per quella a stelle e strisce a seguito del matrimonio con la slittinista statunitense Ashley Hayden.